# Parafia św. Józefa w Poznaniu
Parafia św. Józefa w Poznaniu – parafia rzymskokatolicka znajdująca się w archidiecezji poznańskiej, w dekanacie Poznań-Starołęka, obejmuje terytorialnie osiedle Szczepankowo. Została erygowana 26 maja 1994 roku.

## Proboszczowie
- ks. kan. Bolesław Starosolski (1994–2017)[3]
- ks. kan. Andrzej Strugarek (od 1 lipca 2017)[4]